# Yukon Delta National Wildlife Refuge
Das Yukon Delta National Wildlife Refuge ist ein 77.551 km² großes Schutzgebiet des National Wildlife Refuge Systems im Südwesten des US-Bundesstaates Alaska im Yukon-Kuskokwim-Delta am Beringmeer. Das Refuge beinhaltet auch die beiden Inseln Nelson und Nunivak.
Die Deltas der beiden Flüsse formen ein von Flüssen, Seen und Tümpeln durchzogenes Tundra-Flachland, das 70 % des Schutzgebiets bedeckt und eine Seehöhe von maximal 30 m erreicht. Im Hinterland des Feuchtgebiets geht die Landschaft in Hügel mit Baum- und Strauchbewuchs und Berge mit einer Höhe von bis zu 1200 m über.

## Tierwelt

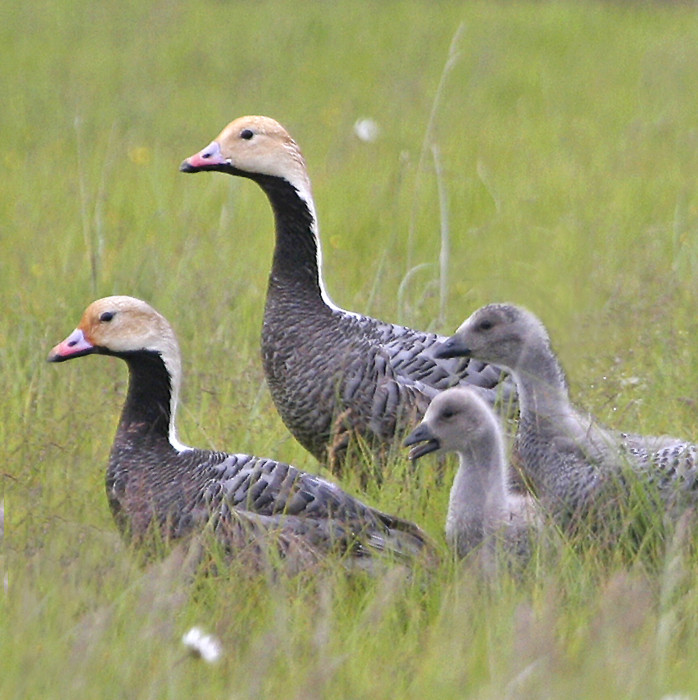
Kaisergänse im Refuge

Das Yukon Delta National Wildlife Refuge bietet eines der größten Nistgebiete für Watvögel in Nordamerika. Die Flussläufe bieten Laich- und Rückzugsgebiete für 44 Fischarten, darunter alle fünf nordamerikanischen, pazifischen Lachsarten. Im Hochland leben Braun- und Schwarzbären, Elche, Rentiere, Wölfe und Moschusochsen. Vor der Küste des Schutzgebietes gibt es Vorkommen von Meeressäugern. Wale ziehen auf ihren Wanderungen am Refuge vorbei.

## Geschichte
Das Gebiet des heutigen Yukon Delta NWR war bis vor etwa 10.000 Jahren Teil der Landbrücke Beringia, über die vermutlich die ersten Menschen von Asien nach Nordamerika einwanderten. Noch heute ist die Region für alaskanische Verhältnisse mit 35 Ortschaften und etwa 25.000 Einwohnern, viele davon Yup'ik, dicht besiedelt.

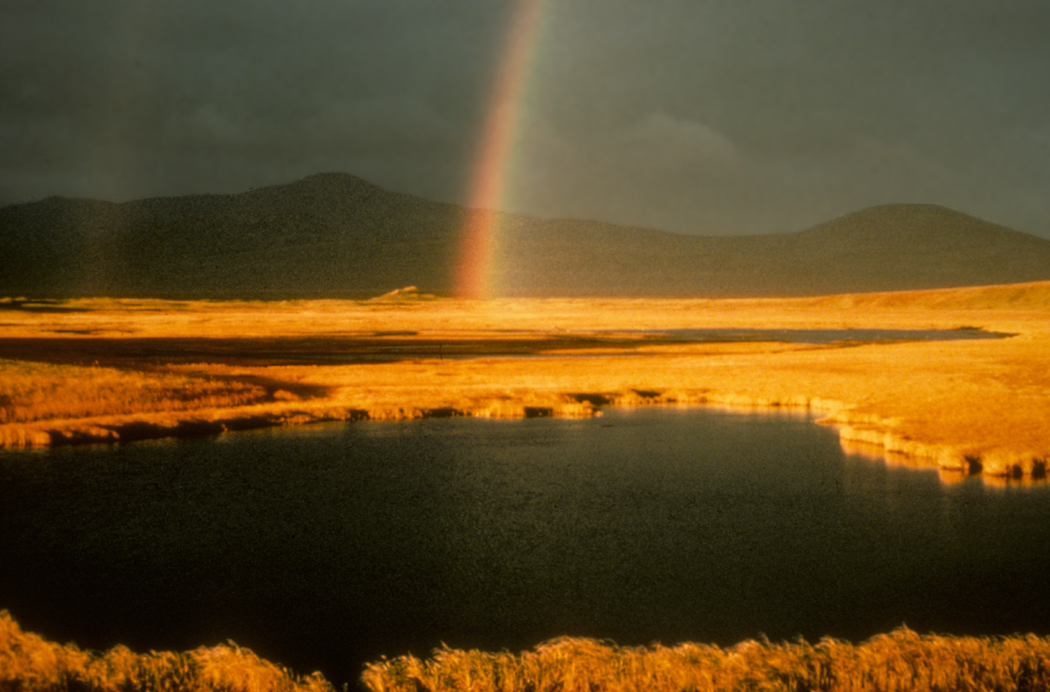
Nanvak Bay

Die ersten Schutzmaßnahmen in der Region fanden 1909 statt, als US-Präsident Theodore Roosevelt ein Schutzgebiet für einheimische Vögel auswies. 1929 wurde Nunivak Island zum geschützten Gebiet für Vögel und Wildtiere, dem im darauffolgenden Jahr die umgebenden Inseln hinzugefügt wurden. 1937 wurde das Schutzgebiet mit der Schaffung des Hazen Bay Migratory Waterfowl Refuge durch US-Präsident Franklin D. Roosevelt nochmals erweitert. 1960 entstand die Kuskokwim National Wildlife Range, die 1961 erweitert und in Clarence Rhode National Wildlife Range umbenannt und 1968 als National Natural Landmark ausgewiesen wurde.
 

Am 2. Dezember 1980 unterzeichnete Jimmy Carter den Alaska National Interest Lands Conservation Act, der unter anderem vorsah, dass diese bereits bestehenden Refuges und Ranges zum Yukon Delta National Wildlife Refuge zusammengefasst und um rund 54.000 km² erweitert wurden. Ebenfalls im Zuge des Conservation Acts entstanden die Andreafsky und Nunivak Wilderness Areas auf dem Gebiet des Refuges. Das Schutzgebiet wird von der Weltnaturschutzunion in der Kategorie IV (Biotop- und Artenschutzgebiet) geführt.